# Kennelia albifascies
Kennelia albifascies är en fjärilsart som beskrevs av Walsingham 1900. Kennelia albifascies ingår i släktet Kennelia och familjen vecklare. Inga underarter finns listade i Catalogue of Life.